# Walfrid Weibull
Walfrid Wilhelm Werner Weibull, född 19 september 1833 i Landskrona, död där 3 februari 1903, var en svensk pionjär som fröförädlare och grundade familjeföretaget Weibulls.
Walfrid Weibull var son till postmästaren Nils Weibull och Maria Helena Såhte. Brodern Martin Weibull (1835-1902) blev en berömd historiker och brodern Richard Weibull (1852-1917) banbrytande inom mosskulturen samt kommunalordförande i Vittskövle landskommun. Walfrid Weibull utbildade sig först till sjökapten, men när fadern avled 1860 blev han inspektor för familjens jordegendomar, Weibullsholm.
Under åren till sjöss hade Weibull kommit i kontakt med andra länders växtförädling. Han började sin förädlingsverksamhet med foder till nötkreatur, betor och rovor, och sålde det överskott han fick i egen produktion. 1870 började sädeshandeln vid Weibullsholm att bli känd i hela Skåne. På 1880-talet vann företaget internationella pris.
Vid sidan av fröförädling och företagande, var Walfrid Weibull även stadsfullmäktig i Landskrona 1881-1900. 1872 gifte han sig med Augusta Elisabeth Frost (1842-1925). De fick åtta barn: Lilly (1873-1907), Walter (1874-1911), Harry (1875-1946), Emmy (1877-1948), Richard (1878-1950), Annie (1880-1943), John (1881-1957) och William (1883-1962). Bröderna Walter, Harry, John och William blev delägare i familjeföretaget W Weibull. Även Richard var verksam i företaget.
Fick en minnessten år 2013 på Landskronas Walk of Fame som då invigdes av Sveriges kung Carl XVI Gustaf.